# Stephan-Báthory-Stiftung
Die Stephan-Báthory-Stiftung (poln. Fundacja im. Stefana Batorego) ist eine unabhängige, nichtkommerzielle Nichtregierungsorganisation mit dem Status einer gemeinnützigen Stiftung, eingetragen im Gerichtlichen Handelsregister unter der Nummer 0000 101194. Sie wurde vom US-amerikanischen Betreuer vieler Fonds George Soros und von den Aktivisten polnischer demokratischer Opposition der 1980er Jahre im Mai 1988 als erste private Stiftung gegründet, und wirkt zugunsten der Demokratie und der Bürgerlichen Gesellschaft.
Die Stiftung mit Sitz in Warschau, die auf Wunsch des Stifters mit dem Namen des aus Ungarn stammenden polnischen Königs Stephan Báthory (1533–1586) benannt wurde, erteilt Organisationen, die zugunsten des Wohls der Gesellschaft wirken, finanzielle Hilfe. Die Stiftung unterstützt auch eigene Projekte, veranstaltet Konferenzen und Diskussionen sowie Schulungen, überwacht die Tätigkeit der Behörden. Die Tätigkeit der Stiftung wird größtenteils vom Institut der Offenen Gesellschaft, aber auch von privaten Personen aus Polen und dem Ausland finanziert.
Die Stiftung ist Mitglied des European Foundation Centre in Brüssel und des amerikanischen Council on Foundations.
Der Rat der Stiftung versammelt sich einmal im Jahre.
- Der Vorsitzende des Rates ist Marcin Król – Philosoph, Dekan der Fakultät der Angewandten Sozialwissenschaften und der Resozialisierung der Universität Warschau
- Den Posten des Ehrenvorsitzenden bekleidet George Soros.

Die Mitglieder des Rates:
- Jan Krzysztof Bielecki – Ökonomist, ehemaliger Premierminister,
- Bogdan Borusewicz – Historiker, Marschall des Senats
- Wojciech Fibak – Unternehmer
- Olga Krzyżanowska – Ärztin, ehemalige Sejm-Abgeordnete
- Helena Łuczywo – Journalistin, Mitbegründerin der „Gazeta Wyborcza“
- Andrzej Olechowski – Ökonomist, ehemaliger Außenminister
- Zbigniew Pełczyński – Politologe, Professor am Pembroke College, Universität Oxford
- Andrzej Rapaczyński – Rechtsgelehrter, Columbia University
- Hanna Suchocka – Rechtsgelehrte, ehemalige Botschafterin am Heiligen Stuhl, ehemalige Premierministerin
- Henryk Woźniakowski (Herausgeber) – Herausgeber des „Znak“-Verlages

Ehemalige – verstorbene – Ratsmitglieder:
- Krzysztof Michalski – Philosoph, Direktor des Instituts für die Wissenschaften vom Menschen in Wien
- Tadeusz Pieronek – Weihbischof
- Stanisław Wellisz – Ökonomist, Columbia University
- Jerzy Turowicz – Herausgeber des „Tygodnik Powszechny“
- Anna Radziwiłł – Historikerin, Pädagogin
- Bronisław Geremek – Außenminister
- Leszek Kołakowski – Philosoph
- Józef Tischner – katholischer Geistlicher

## Die Verwaltung
Die Verwaltung der Stiftung wird vom Rat der Stiftung für eine zweijährige Kadenz berufen.
Vorsitzender
- Aleksander Smolar, Politologe (Vorsitzender)

Mitglieder
- Klaus Bachmann – Historiker,
- Nathalie Bolgert – Finanzberater
- Szymon Gutkowski – Mitinhaber der Reklameagentur DDB
- Irena Herbst – Ökonomist,
- Jacek Kochanowicz – Historiker der Ökonomie
- Radosław  Markowski – Soziologe
- Andrzej Ziabicki – Chemiker